# 泡泡糖

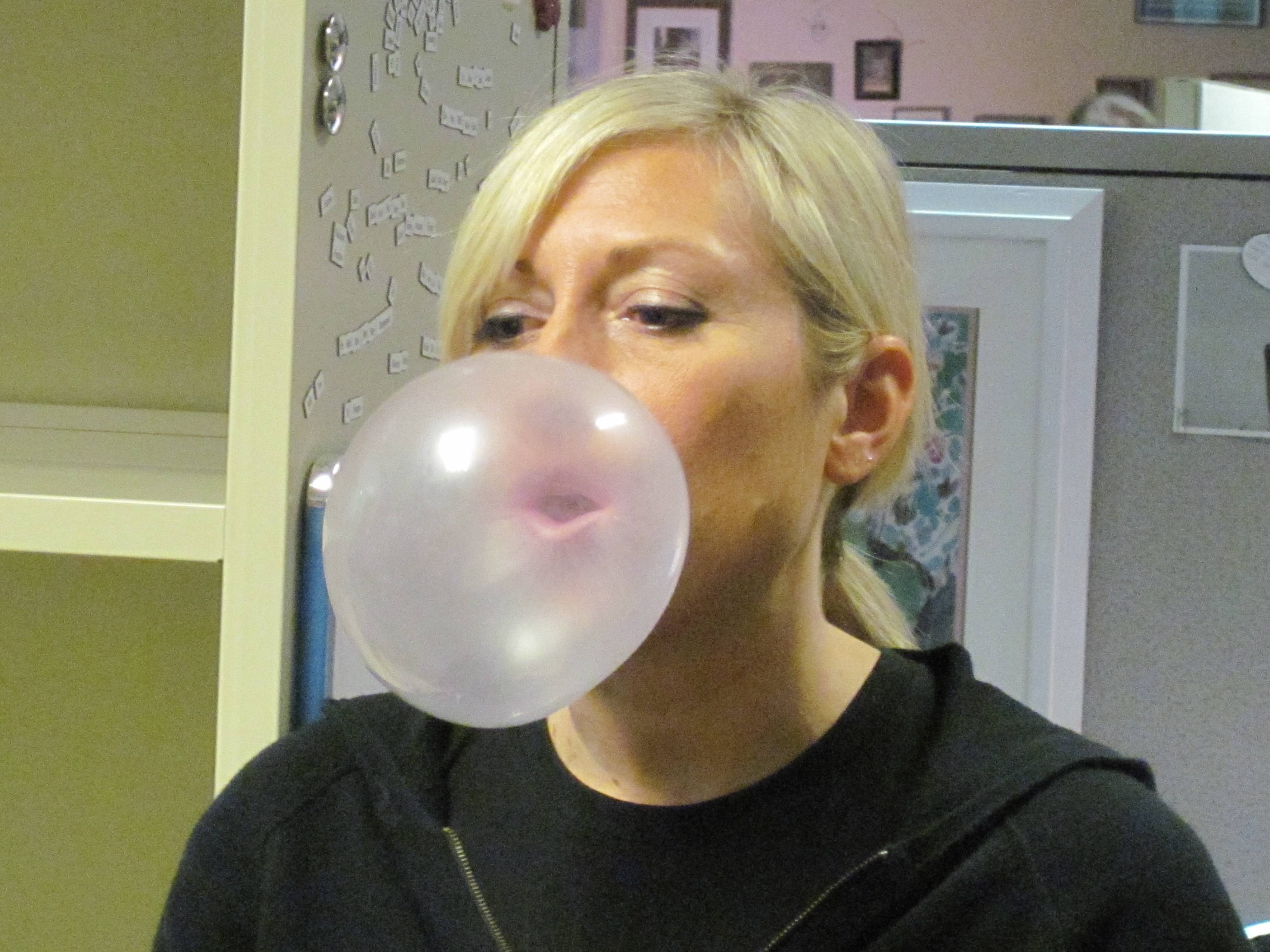
一个女人用粉红色的泡泡糖吹泡泡。

泡泡糖，粵語稱吹波糖或吹波膠，是特制于吹泡泡的一种口香糖。泡泡糖有很多的颜色与味道。最常见的泡泡糖味是由冬青、香荚兰和山扁豆而作。泡泡糖的化学黏性比一般口香糖要高，这样泡泡不会一下子就破了。许多现代的口香糖品牌是特制于吹泡泡，黏性高但是不容易粘在皮肤或衣服上。

## 历史
泡泡糖的化学式专利是美国费城“Dubble Bubble”公司在1928年登记的，当时登记的发明家是Gilbert B. Mustin, Sr.。从1960年之后，此公司一直坚持实际上的发明家是Walter Diemer。